# Literaturjahr 1947
Liste der Literaturjahre

◄◄ | ◄ | 1943 | 1944 | 1945 | Literaturjahr 1947 | 1948 | 1949 | ► | ►►

Weitere Ereignisse

## Ereignisse
- 29. Januar: Arthur Millers Theaterstück Alle meine Söhne  (englisch Originaltitel: All my sons ) wird in New York uraufgeführt. Das Stück, bei dem Elia Kazan Regie führte und Ed Begley eine der Hauptrollen spielte, wird zum ersten Broadway-Erfolg des Schriftstellers.
- 29. Januar: Thomas Mann schließt seine Arbeiten an Doktor Faustus ab. Der an den Faust-Mythos anknüpfende Künstlerroman erscheint noch im selben Jahr bei Berman-Fischer, Stockholm und Suhrkamp, Frankfurt.
- 13. Februar: Mit der Ausstrahlung als Hörspiel durch den Nordwestdeutschen Rundfunk erlebt Wolfgang Borcherts Draußen vor der Tür seine Uraufführung.
- 9. März: Der NWDR Hamburg sendet mit Axel Eggebrechts Was wäre, wenn … Ein Rückblick auf die Zukunft der Welt das erste deutschsprachige Radio-Feature.
- 6. April: Im Waldorf Astoria in New York City findet erstmals die Verleihung der nach Antoinette Perry benannten Tony Awards für Theaterstücke und Musicals, die im Laufe des Jahres am Broadway gelaufen sind, statt.
- April: Friedrich Dürrenmatts erstes Theaterstück Es steht geschrieben wird am Schauspielhaus Zürich uraufgeführt. Die an das Täuferreich von Münster anknüpfende Komödie verursacht einen Theaterskandal.
- 2. Mai: Paul Celans Gedicht Todesfuge, das die nationalsozialistische Judenvernichtung thematisiert, wird erstmals veröffentlicht.
- 22. Mai: In den USA wird der P.-G.-Wodehouse-Roman Vollmond über Blandings Castle  mit Lord Emsworth und Galahad Threepwood als Protagonisten erstveröffentlicht.
- 25. Juni: Das auf Niederländisch abgefasste Tagebuch der Anne Frank wird unter dem Titel Het Achterhuis: Dagboekbrieven van 12 Juni 1942 – 1 Augustus 1944 in Amsterdam erstveröffentlicht.
- 24. August: Das Edinburgh Festival wird erstmals eröffnet.
- 6. und 7. September: Auf Einladung von Hans Werner Richter treffen sich im Haus von Ilse Schneider-Lengyels am Bannwaldsee bei Füssen mehrere deutsche Autoren. Das Treffen wird zur ersten Tagung der Gruppe 47, als deren Gründungstag der 7. September 1947 gilt.
- 12. September: John Dos Passos ist in einen Verkehrsunfall verwickelt, der seiner Frau das Leben kostet und in dessen Folge Dos Passos auf einem Auge erblindet.
- 21. November: Am Tag nach dem Tod Wolfgang Borcherts wird sein Stück Draußen vor der Tür an den Hamburger Kammerspielen erstmals aufgeführt.
- November: Muriel Spark wird Herausgeberin der Poetry Review.
- 03. Dezember: Tennessee Williams’ Theaterstück Endstation Sehnsucht wird am Broadway aufgeführt. Elia Kazan führte Regie, in den Hauptrollen waren Marlon Brando und Jessica Tandy zu sehen.
- Der indonesische Schriftsteller Pramoedya Ananta Toer tritt seine zweijährige Haftstrafe an, zu der er wegen „antikolonialem Denkens“ von den niederländischen Kolonialherren verurteilt wurde.
- Agatha Christies Romane Das Eulenhaus und Rächende Geister  werden erstmals auf Deutsch veröffentlicht.

## Literaturpreise
- Carnegie Medal: Walter de la Mare, Collected Stories for Children (dt. Seltsame Geschichten, 1962)
- Frost Medal: Gustav Davidson
- Goethepreis der Stadt Frankfurt am Main: Karl Jaspers
- James Tait Black Memorial Prize/Belletristik: L. P. Hartley, Eustace and Hilda
- James Tait Black Memorial Prize/Biografie: Charles E. Raven, English Naturalists from Neckham to Ray
- Newbery Medal: Carolyn Sherwin Bailey, Miss Hickory
- Nobelpreis für Literatur: André Gide
- Premio Nadal: Miguel Delibes, La sombra del ciprés es alargada
- Premio Strega: Tempo di uccidere von Ennio Flaiano
- Prix Interallié: Les Carnets du bon Dieu von Pierre Daninos
- Pulitzer-Preis/Lyrik: Robert Lowell: Lord Weary's Castle
- Pulitzer-Preis/Belletristik: Robert Penn Warren – All the King's Men
- Wilhelm-Raabe-Preis: Fritz von Unruh

## Ersterscheinungen

### Belletristik
- Ferreira de Castro: Wolle und Schnee
- Albert Camus: Die Pest
- Agatha Christie: Die Arbeiten des Herkules
- Ilja Ehrenburg: Sturm
- Hans Fallada: Jeder stirbt für sich allein
- Jean Genet: Querelle
- Malcolm Lowry: Unter dem Vulkan
- Thomas Mann: Doktor Faustus
- Vladimir Nabokov: Bend Sinister
- Tamura Taijirō: Nikutai no Mon
- P. G. Wodehouse: Vollmond über Blandings Castle

### Drama
- Jean Genet: Die Zofen
- Tennessee Williams: Endstation Sehnsucht

#### Oper
- Gottfried von Einem und Boris Blacher: Dantons Tod

### Sachbücher und Autobiografisches
- Anne Frank: Tagebuch der Anne Frank
- Primo Levi: Ist das ein Mensch?
- Betty MacDonald: Das Ei und ich (dt.)

### Periodika
- Heute und Morgen, monatliche Literatur- und Kulturzeitschrift (bis 1954)

## Jubiläen
100 Jahre zuvor erschien …
- Die Novelle Carmen von Prosper Mérimée
- Agnes Grey von Anne Brontë
- Jane Eyre von Charlotte Brontë
- Sturmhöhe von Emily Brontë
- Jahrmarkt der Eitelkeiten von William Makepeace Thackeray
- Die deutsche Übersetzung von Grandvilles Un Autre Monde

## Geboren

### Erstes Halbjahr
- 10. Januar: George Alec Effinger, US-amerikanischer Science-Fiction-Autor († 2002)
- 10. Januar: Hubert Maessen, niederländischer Publizist, Autor zeitgeschichtlicher Bücher († 2015)
- 11. Januar: Lilo Beil, deutsche Schriftstellerin († 2025)
- 12. Januar: Gustl Angstmann, deutscher Schriftsteller und Fachbuchautor († 1998)
- 15. Januar: Michael Schanze, deutscher Sänger, Buchautor und Fernsehmoderator
- 16. Januar: Magdalen Nabb, britische Kriminalschriftstellerin und Kinder- und Jugendbuchautorin († 2007)
- 21. Januar: Cherith Baldry, britische Schriftstellerin, Mitglied des Autorenteams Erin Hunter

- 03. Februar: Paul Auster, US-amerikanischer Schriftsteller und Regisseur († 2024)
- 07. Februar: Ruth Aspöck, österreichische Schriftstellerin
- 08. Februar: Leo Niehorster, US-amerikanisch-niederländischer Autor
- 13. Februar: Urs Faes, Schweizer Schriftsteller
- 19. Februar: Lew Rubinstein, sowjetischer/russischer Dichter und Essayist († 2024)
- 28. Februar: Stephen Goldin, US-amerikanischer Science-Fiction- und Fantasy-Autor

- 06. März: Peter Finch, walisischer Schriftsteller
- 06. März: Rayda Jacobs, südafrikanische Schriftstellerin und Filmemacherin († 2024)
- 06. März: Teru Miyamoto, japanischer Schriftsteller
- 09. März: Keri Hulme, neuseeländische Schriftstellerin († 2021)
- 11. März: Floyd Kemske, US-amerikanischer Schriftsteller
- 15. März: Franz Schuh, österreichischer Schriftsteller und Essayist
- 22. März: James Patterson, US-amerikanischer Krimiautor
- 30. März: Tsushima Yūko, japanische Schriftstellerin († 2016)

- 08. April: Michael Holzach, deutscher Journalist und Buchautor († 1983)
- 11. April: Hartmut Barth-Engelbart, deutscher Autor
- 12. April: Ali Arslan, deutscher Schriftsteller
- 12. April: Tom Clancy, US-amerikanischer Schriftsteller († 2013)
- 13. April: Reto Hänny, Schweizer Schriftsteller
- 16. April: Fred Viebahn, deutscher Schriftsteller
- 18. April: Kathy Acker, US-amerikanische Schriftstellerin († 1997)
- 19. April: Norbert Conrad Kaser, Südtiroler Dichter († 1978)
- 30. April: Jaume Cabré, katalanischer Schriftsteller

- 01. Mai: Thomas Adcock, US-amerikanischer Krimischriftsteller
- 02. Mai: Joachim Röhm, deutscher Übersetzer albanischer Literatur
- 03. Mai: Manfred Chobot, österreichischer Schriftsteller
- 06. Mai: Martha Nussbaum, US-amerikanische Philosophin und Autorin
- 13. Mai: Stephen R. Donaldson, US-amerikanischer Fantasy- und Science-Fiction-Autor
- 14. Mai: Karin Struck, deutsche Schriftstellerin († 2006)
- 14. Mai: Anne Wiazemsky, französische Schauspielerin und Schriftstellerin († 2017)
- 15. Mai: Dirk Jasper, deutscher Publizist, Sachbuchautor und Multimedia-Produzent († 2011)
- 17. Mai: Olivier Rolin, französischer Schriftsteller und Sachbuchautor
- 18. Mai: Stuart Gordon, britischer Schriftsteller († 2009)
- 20. Mai: Walter Siti, italienischer Schriftsteller und Literaturkritiker
- 24. Mai: Maude Barlow, kanadische Schriftstellerin und Aktivistin
- 26. Mai: Carol O’Connell, US-amerikanische Krimi-Schriftstellerin
- 27. Mai: SAID, iranisch-deutscher Dichter und Schriftsteller († 2021)
- 28. Mai: Andrew Soltis, US-amerikanischer Schachspieler und Autor
- 31. Mai: Ursula Bauer, Schweizer Autorin († 2024)

- 01. Juni: Patrick Grainville, französischer Schriftsteller
- 01. Juni: Konstantin Wecker, deutscher Musiker, Liedermacher, Komponist und Autor
- 05. Juni: David Hare, britischer Dramatiker und Filmregisseur
- 12. Juni: Rose Lagercrantz, schwedische Schriftstellerin
- 14. Juni: Herbert Günther, deutscher Schriftsteller und Übersetzer
- 16. Juni: -minu, Schweizer Autor, Kolumnist, Moderator und ein Basler Stadtoriginal
- 18. Juni: Carol Windley, kanadische Schriftstellerin
- 19. Juni: Salman Rushdie, britischer Schriftsteller
- 22. Juni: Octavia E. Butler, US-amerikanische Science-Fiction-Autorin († 2006)
- 28. Juni: Peter Abrahams, US-amerikanischer Schriftsteller
- 29. Juni: Brian Herbert, US-amerikanischer Science-Fiction-Autor
- 30. Juni: Thomas Ganske, deutscher Verleger

### Zweites Halbjahr
- 09. Juli: Mario Andreotti, schweizerischer Literaturwissenschaftler
- 13. Juli: Claire Beyer, deutsche Schriftstellerin
- 18. Juli: Franz Josef Görtz, deutscher Journalist und Schriftsteller († 2017)
- 18. Juli: Dermot Healy, irischer Dichter, Schriftsteller und Dramatiker († 2014)
- 23. Juli: Werner Kofler, österreichischer Schriftsteller († 2011)
- 26. Juli: Jaime Semprun, französischer Essayist († 2010)
- 29. Juli: Thomas Rosenlöcher, deutscher Schriftsteller († 2022)

- 01. August: Lorna Goodison, jamaikanische Dichterin und Schriftstellerin
- 11. August: Thomas Vogel, deutscher Schriftsteller und Journalist († 2017)
- 12. August: Stefano Benni, italienischer Schriftsteller, Journalist und Satiriker
- 14. August: Jirō Taniguchi, japanischer Mangaka († 2017)
- 15. August: Wanda Schmid, schweizerische Autorin
- 24. August: Paulo Coelho, brasilianischer Schriftsteller und Bestsellerautor

- 01. September: Batya Gur, israelische Schriftstellerin, Journalistin und Literaturwissenschaftlerin († 2005)
- 08. September: Ann Beattie, US-amerikanische Schriftstellerin
- 19. September: Wiktor Jerofejew, russischer Schriftsteller
- 19. September: Niklas Stiller, deutscher Mediziner und Schriftsteller
- 20. September: Patrick Poivre d’Arvor, französischer Journalist und Schriftsteller
- 21. September: Stephen King, US-amerikanischer Schriftsteller

- 01. Oktober: Jeremy Adler, britischer Dichter und Schriftsteller
- 03. Oktober: Verena Stefan, Schweizer Schriftstellerin († 2017)
- 18. Oktober: Monika Helfer, österreichische Schriftstellerin
- 19. Oktober: Rudolf Herfurtner, deutscher Schriftsteller
- 26. Oktober: Vittoria Borsò, italienische Literatur- und Kulturwissenschaftlerin
- 27. Oktober: Michael Wolf, deutscher Psychoanalytiker und Autor
- 29. Oktober: Kemal Kurt, Schriftsteller, Übersetzer und Fotograf († 2002)

- 03. November: Günther Effenberger, österreichischer Journalist, Schriftsteller und Verleger
- 03. November: Mieko Kanai, japanische Schriftstellerin
- 11. November: Trevor Ferguson, kanadischer Schriftsteller und Dramatiker
- 12. November: Annika Idström, finnische Schriftstellerin († 2011)
- 24. November: Eva Lundgren, schwedische Feministin, Wissenschaftlerin und Autorin
- 27. November: Barbara Scheuch-Vötterle, deutsche Musikverlegerin
- 28. November: Perla Suez, argentinische Schriftstellerin
- 30. November: David Mamet, US-amerikanischer Drehbuchautor, Dramatiker, Filmregisseur, Schriftsteller

- 04. Dezember: Ursula Krechel, deutsche Schriftstellerin
- 07. Dezember: Anne Fine, britische Schriftstellerin
- 20. Dezember: Michael F. Flynn, US-amerikanischer Science-Fiction-Autor († 2023)
- 20. Dezember: Franz Sales Sklenitzka, österreichischer Schriftsteller und Graphiker
- 26. Dezember: Jean Echenoz, französischer Schriftsteller
- 27. Dezember: Mariella Mehr, Schweizer Schriftstellerin († 2022)

### Genaues Datum unbekannt
- Adrian Desmond, britischer Wissenschaftshistoriker
- Don Dickinson, kanadischer Schriftsteller
- Jörn-Peter Dirx, deutscher Maler und Kinderbuchautor
- James R. Moore, britischer Wissenschaftshistoriker
- Petra Oelker, deutsche Journalistin und Schriftstellerin
- Ernst Petz, österreichischer Schriftsteller, Herausgeber und Verleger
- Ingrid Puganigg, österreichische Schriftstellerin
- László Varvasovszky, österreichischer Künstler und Schriftsteller

## Gestorben

### Erstes Halbjahr
- 03. Januar: Ernst Hardt, deutscher Schriftsteller (* 1876)
- 10. Januar: Oda Sakunosuke, japanischer Schriftsteller (* 1913)
- 10. Januar: André Savignon, französischer Schriftsteller (* 1878)
- 24. Januar: Felix Timmermans, belgischer Schriftsteller (* 1886)
- 28. Januar: Ernst Borkowsky, deutscher Pädagoge, Historiker und Literaturwissenschaftler (* 1860)
- 02. Februar: Willibald Hentschel, deutscher Schriftsteller (* 1858)
- 05. Februar: Hans Fallada, deutscher Schriftsteller (* 1893)
- 28. Februar: Francis Yard, französischer Schriftsteller (* 1873)
- 19. März: Ernst Krieck, deutscher Pädagoge und Schriftsteller (* 1882)
- 28. März: Henri Deberly, französischer Schriftsteller (* 1882)
- 28. Juni: Stanislav Kostka Neumann, tschechischer Dichter (* 1875)

### Zweites Halbjahr
- 14. Juli: Franz Servaes, deutscher Journalist, Kritiker und Schriftsteller (* 1862)
- 26. Juli: Wilhelm Lobsien, deutscher Schriftsteller (* 1872)
- 30. Juli: Rohan Koda, japanischer Schriftsteller (* 1867)
- 17. November: Ricarda Huch, deutsche Schriftstellerin, Dichterin und Erzählerin (* 1864)
- 20. November: Wolfgang Borchert, deutscher Schriftsteller und Bühnendichter (* 1921)
- 11. Dezember: Asdreni, albanischer Dichter (* 1872)
- 13. Dezember: Nicholas Roerich, russischer Maler und Schriftsteller (* 1874)
- 15. Dezember: Arthur Machen, britischer Autor phantastischer Geschichten (* 1863)
- 19. Dezember: Duncan Campbell Scott, kanadischer Lyriker und Erzähler (* 1862)
- 20. Dezember: Saint-Georges de Bouhélier, französischer Schriftsteller (* 1876)
- 30. Dezember: Yokomitsu Riichi, japanischer Schriftsteller (* 1898)

### Todestag unbekannt
- Teru Hasegawa, japanische Schriftstellerin (* 1912)